# Piața Unirii (metropolitana di Bucarest)
Piața Unirii (Piazza Unità in italiano) è una delle principali stazioni della metropolitana a Bucarest. È situata a sud del centro cittadino, a Piața Unirii, ed è una delle stazioni più congestionate della metropolitana di Bucarest.
La stazione è divisa in due sezioni, Piața Unirii 1 per le linee M1 e M3 e Piața Unirii 2 per la linea M2, collegati da un passaggio.
La stazione sulla linee M1 e M3 fu aperta il 19 novembre 1979 come parte della sezione inaugurale della metropolitana di Bucarest, tra Semănătoarea (oggi Petrache Poenaru) e Timpuri Noi. La stazione sulla linea M2 fu aperta il 24 gennaio 1986 come parte della sezione inaugurale della linea, da Piața Unirii a Depoul IMGB (oggi Berceni). Il 24 ottobre 1987, la linea fu estesa a nord fino a Pipera.

## Galleria d'immagini

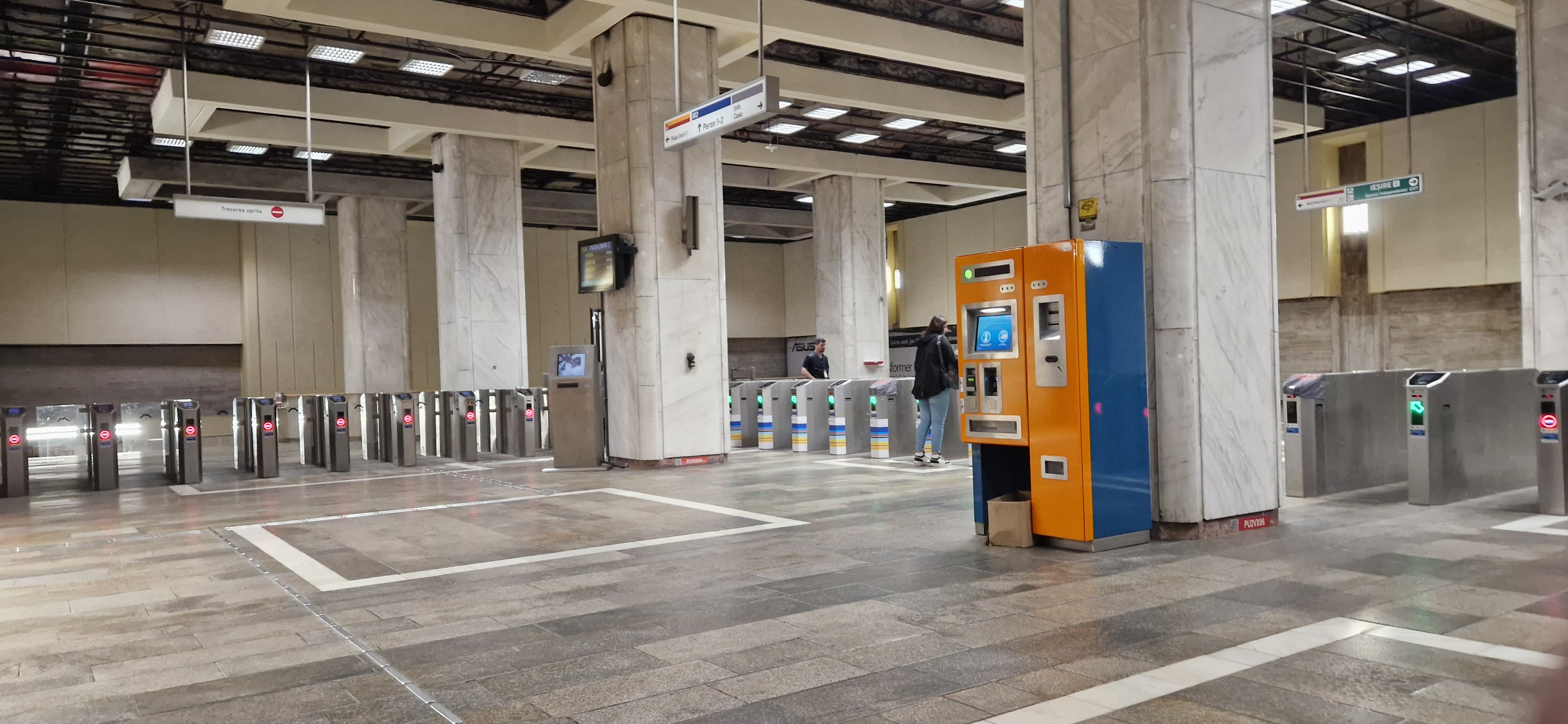
Il mezzanino con i varchi d'ingresso
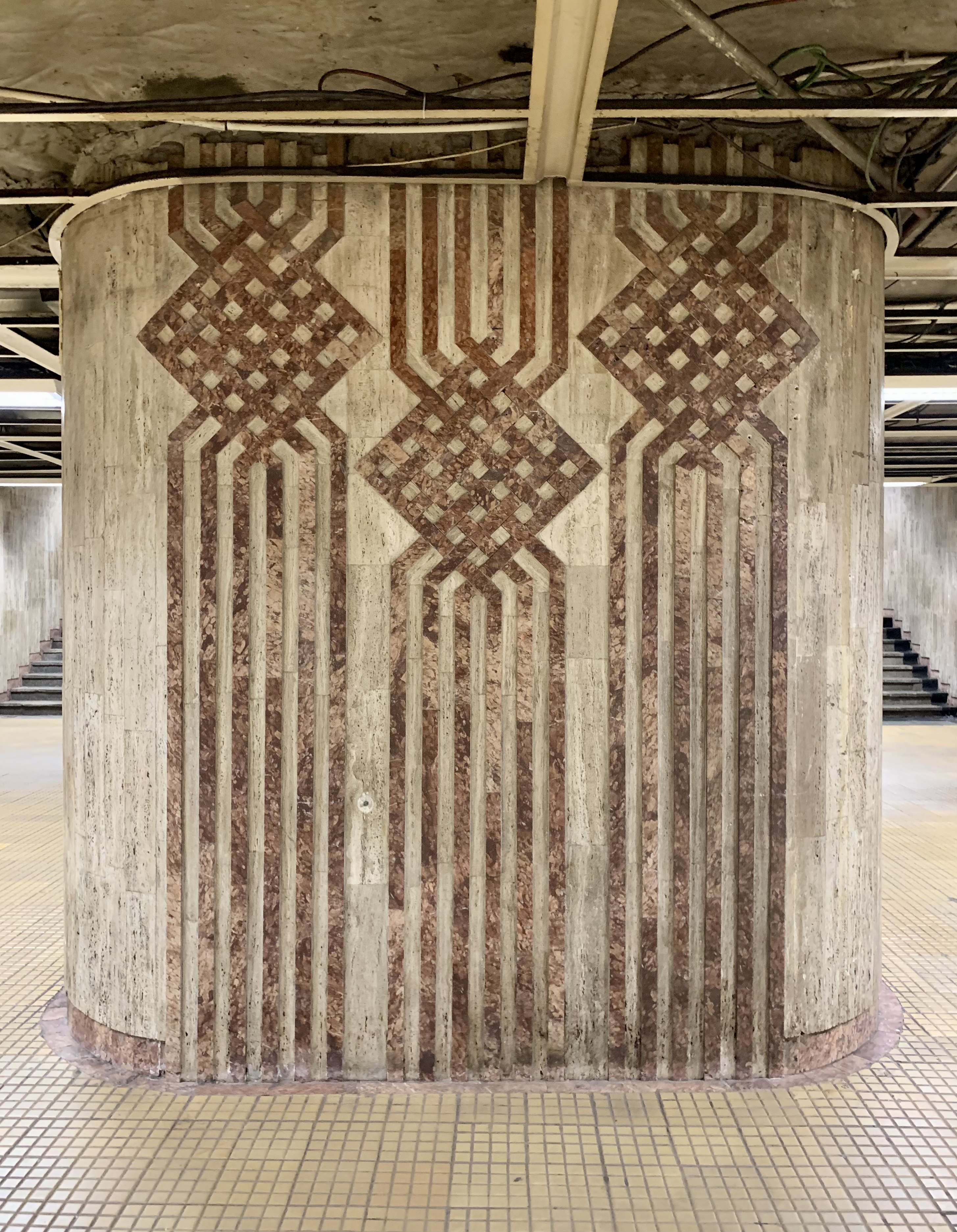
Decorazione
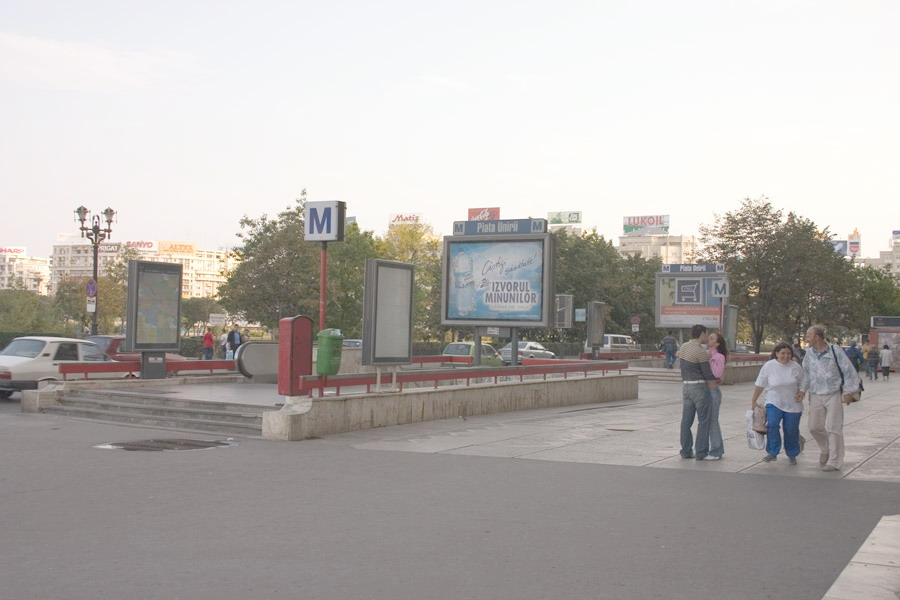
L'entrata sul lato nord di Piața Unirii